# Styggtjärnen (Bjuråkers socken, Hälsingland)
Styggtjärnen är en sjö i Hudiksvalls kommun i Hälsingland och ingår i Delångersåns huvudavrinningsområde. Sjön har en area på 0,151 kvadratkilometer och ligger 293 meter över havet.

## Delavrinningsområde
Styggtjärnen ingår i det delavrinningsområde (689245-151891) som SMHI kallar för Utloppet av Styggtjärnen. Medelhöjden är 317 meter över havet och ytan är 1,18 kvadratkilometer. Det finns inga avrinningsområden uppströms utan avrinningsområdet är högsta punkten. Vattendraget som avvattnar avrinningsområdet har biflödesordning 3, vilket innebär att vattnet flödar genom totalt 3 vattendrag innan det når havet efter 119 kilometer. Avrinningsområdet består mestadels av skog (87 procent). Avrinningsområdet har 0,16 kvadratkilometer vattenytor vilket ger det en sjöprocent på 13,4 procent.